# Antonio Gramsci
Antonio Gramsci [gramši] (23. ledna 1891, Ales – 27. dubna 1937, Řím) byl italský politik, publicista a marxistický filosof.
Jako zakládající člen a vedle Amadea Bordigy, kterého vystřídal ve vedení, nejvýraznější osobnost Komunistické strany Itálie 20. let 20. století, byl dlouhodobě vězněn Mussoliniho fašistickým režimem. Ve svých pracích se zaměřil na analýzu kulturní a politické dominance, je proslulý svou koncepcí kulturní hegemonie jakožto prostředku udržování moci v kapitalistické společnosti. Patří k nejvýraznějším osobnostem marxistického myšlení.

## Život

### Mládí
Gramsci se narodil v Ales na Sardinii (podobně jako i pozdější výrazný vůdce PCI Enrico Berlinguer). Byl čtvrté ze sedmi dětí nižšího úředníka Francesca Gramsci. Rodinné jméno odkazuje nejspíš k městu Gramsh v Albánii. Otcovy finanční problémy nutily rodinu k neustálému stěhování po Sardinii, až se konečně usadila v Ghilarze. V r. 1898 byl otec v pochybném procesu odsouzen za zpronevěru a uvězněn, což v rodině prohloubilo již tak značnou chudobu a donutilo malého Antonia opustit školu a vydělávat příležitostnou prací. To trvalo až do otcova propuštění v r. 1904. V dětství prodělal Antonio několik zdravotních potíží, z nichž nejhorším bylo poranění páteře, které vedlo k omezení růstu a shrbení postavy. Zdravotní potíže pak provázely Gramsciho po celý jeho život. Druhý stupeň školy dokončil Gramsci v Cagliari, kde bydlel se svým starším bratrem Gennarem. Ačkoli ten se stal jako bývalý voják militantním socialistou, Antoniovy sympatie měl v tehdy spíše sardinský nacionalismus jako odpověď na zbídačování místních zemědělců a horníků průmyslovým severem.

### Turín
Antonio Gramsci dostal v r. 1911 stipendium na Turínské univerzitě (ve stejný čas zde studoval i Palmiro Togliatti), kde se vrhl do četby a studia jazyků. Gramsci objevoval Turín v čase zvýšené industrializace, kdy fabriky jako Fiat a Lancia proletarizovaly příchozí z chudých zemědělských regionů, na vzestupu byly dělnické odbory a na obzoru první sociální bouře. Gramsci byl zasažen tímto pohybem, byl v kontaktu jak s tehdejšími socialistickými kroužky, tak i se sardinskými přistěhovalci, což jen radikalizovalo jeho pozici. V r. 1913 se připojil k Socialistické straně Itálie (PSI).

### V politice
Přes své mimořádné studijní nadání Gramsciho neustálé finanční a zdravotní problémy stejně jako závazek k politické činnosti vedly k jeho rozhodnutí opustit začátkem r. 1915 univerzitu. V kontaktu se svými učiteli, jako byli Antonio Labriola, Rodolfo Mondolfo, Giovanni Gentile a v té době asi nejrespektovanější italský intelektuál Benedetto Croce, získal Gramsci vynikající vzdělání v historii a filozofii. Ve vztahu k marxismu mluvil Labriola o „filozofii praxe“, což si mladý Gramsci osvojil a přes jistou pojmovou ambivalenci později mnohokrát použil, mj. i ve vězeňské korespondenci k oklamaní cenzury.
Již od r. 1914 byl Gramsci významným přispěvatelem socialistických novin, jako byl Il Grido del Popolo, v r. 1916 se stal spolueditorem piedmontského vydání Avanti!, oficiálních novin PSI. Zároveň se zapojil do organizování a vzdělávání turínských dělníků. Na otázku vzdělání kladl Gramsci silný důraz, od r. 1916 vystoupil s veřejnými projevy o Romainu Rollandovi, Francouzské revoluci, Pařížské komuně a emancipaci žen. V důsledku zatýkání socialistických předáků po nepokojích z dubna 1917 se stal Gramsci jedním z vůdčích představitelů strany v Turíně a jako takový byl zvolen do prozatímního výboru PSI a hlavním editorem Il Grido del Popolo.
V dubnu 1919 společně s Togliattim, Angelem Tascou a Umbertem Terracinim založil Gramsci týdeník L’Ordine Nuovo. V listopadu téhož roku se vnitřně rozklížená PSI většinově přiklonila ke komunistické III. internacionále (KI), přičemž skupina kolem L’Ordine Nuovo byla Leninem podpořena jako bolševismu nejbližší oproti další výrazné skupině levicově radikálních antiparlamentářů (absencionistů) kolem Amadea Bordigy.
Ve víru vnitrostranických debat se Gramsciho skupina vyznačovala mj. jasnou podporou dělnických rad, které spontánně vznikaly během stávek a zabírání továren v letech 1919–1920. Podle Gramsciho šlo v podstatě o to, umožnit dělníkům kontrolu nad organizováním výroby. Ačkoli věřil, že jeho pozice odpovídá Leninově heslu „všechna moc sovětům“, byl napadán zleva Bordigou, který se při kritice opíral o syndikalistické myšlenky Georgese Sorela a Daniela DeLeon. Na jaře 1920 zůstal Gramsci se svou podporou dělnických rad téměř osamocen.

### V PCd’I

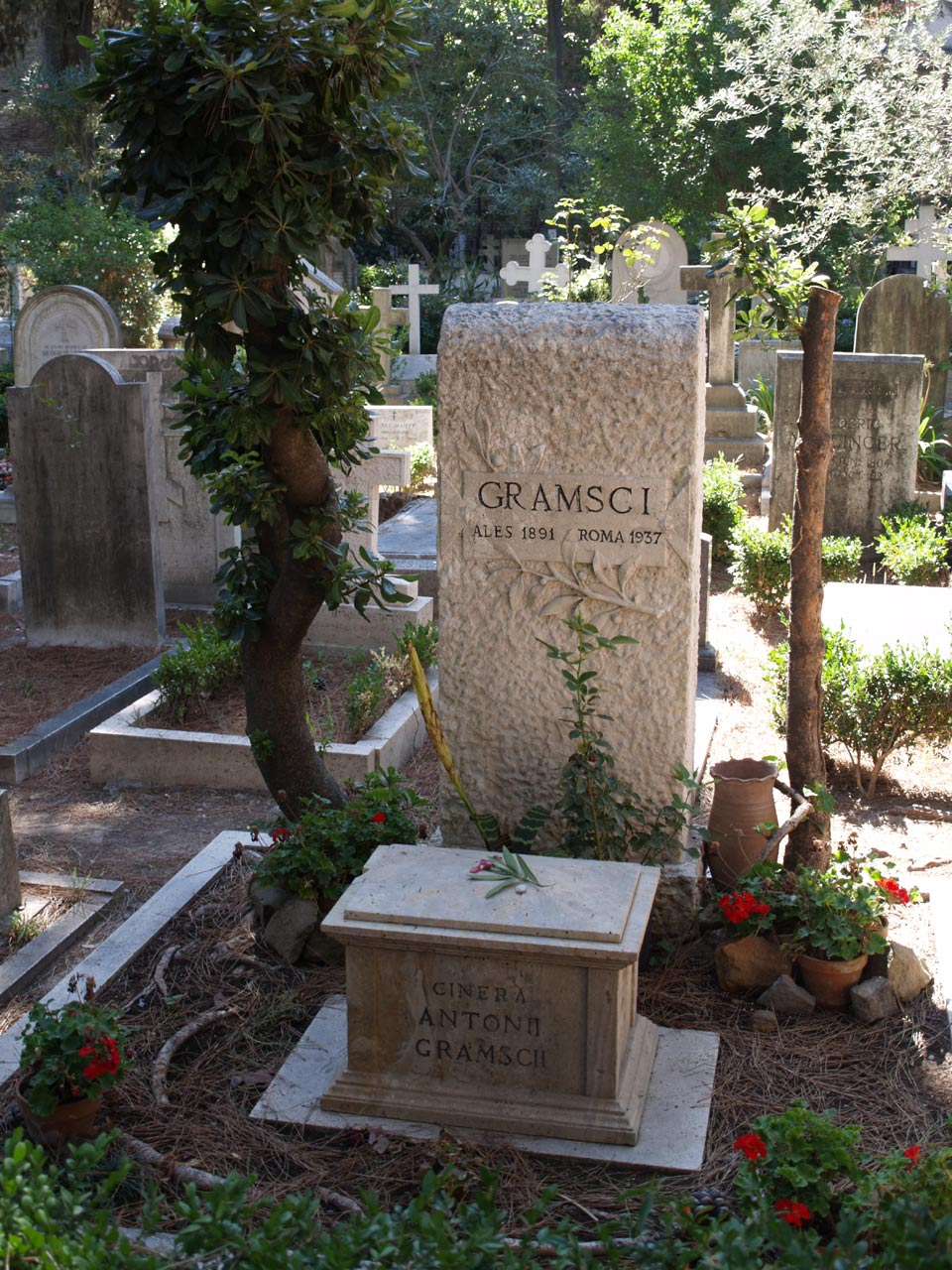
Gramsciho hrob v Římě

Neúspěch dělnických rad vedla u Gramsciho k přesvědčení potřeby vzniku komunistické strany leninského typu. Skupina kolem L'Ordine Nuovo, která soustavně napadala centristické vedení PSI, se nyní spojila s ultralevou Bordigovou skupinou absencionistů. Na sjezdu v Livornu se 21. ledna 1921 menšinová část „čistých“ komunistů oddělila od většinových „unitárních“ komunistů a jiných skupin v PSI a založila vlastní Komunistickou stranu Itálie (PCd’I). V čele strany stanul hlavní představitel absencionistů Amadeo Bordiga, který se sice opíral o „právo prvorozenství“, když jeho frakce jako první usilovala o vytvoření čistě revoluční strany bez revizionistů, jeho důraz na čistotu idejí, disciplínu a centralismus však podvazoval širší rozmach strany. Přes svou silnou pozici se Gramsci rozhodnutím strany podřizoval, nemohl ani jinak, proti Bordigovy však např. podpořil militantní antifašistickou skupinu Arditi del Popolo, která bojovala proti fašistickým Camicie Nere (Černým košilím).
V r. 1922 navštívil Gramsci jako reprezentant PCd'I Sovětský svaz, kde se seznámil s mladou violoncellistkou Julii Schucht, se kterou měl později dvě děti. Jeho cesta probíhala v době nástupu italského fašismu. Zpět se vrátil s instrukcemi napomáhat rozvoji politiky jednotné fronty. Ta však narážela na odpor jak levicového vedení strany v čele s Bordigou, který nadále usiloval o zachování akceschopné, ale ideově čisté strany, tak vedení socialistů, kteří nevěřili v účinnost spojení s komunisty a báli se, že je tito přes aparát Kominterny ovládnou nebo dostanou do izolace.
Na přelomu let 1922–23 spustil Mussoliniho režim represe proti opozičním stranám, přičemž uvěznil mnoho z čelných představitelů PCd’I včetně Bordigy. Gramsci mezitím pobýval ve Vídni, odkud se snažil znovu semknout rozpolcenou stranu. V následujícím roce 1924 se stal předsedou PCd’I a byl zvolen poslancem italského parlamentu za město Benátky. Zatímco rodina přebývala v Moskvě, Gramsci se přestěhoval do Říma, kde organizoval počátky stranického listu L’Unità. V lednu 1926 na stranickém sjezdu v Lyonu přijala PCd’I Gramsciho program jednotné fronty za restauraci demokracie v Itálii.

### „Na dvacet let musíme zastavit tento mozek“
Dne 9. listopadu 1926 schválila fašistická vláda po čtvrtém neúspěšném pokusu o zabití Mussoliniho novou vlnu mimořádných represivních zákonů. I přes parlamentní imunitu byl Gramsci zatčen a uvězněn v známé římské věznici Regina Coeli. Při soudním procesu se státní žalobce nechal slyšet: „Na dvacet let musíme zastavit tento mozek.“ Gramsci byl odsouzen k 5 (na ostrově Ustica) a následující rok k 20 letům vězení (Turi, nedaleko Bari). Jeho zdravotní stav se postupně zhoršoval. V r. 1932 ztroskotal projekt výměny vězňů mezi Itálií a SSSR. Od r. 1934 se Gramsci léčil postupně v několika nemocnicích, zemřel krátce po svém podmínečném propuštění v r. 1937 ve věku 46 let. Je pochován v Římě na protestantském hřbitově.

## Myšlení
Gramsci je považován za jednoho z nejinspirativnějších marxistických myslitelů 20. století a v zásadě za klíčového představitele západního marxismu. Během svého vězení napsal více než 30 brožur z historie a různých analýz. Celkem na 3000 stran známých jako Sešity z vězení obsahují témata jak z italské historie a nacionalismu, tak z marxistické teorie, kritické teorie aj., jako např.
- kulturní hegemonie jako prostředek zachování kapitalistického státu
- potřeba nové koncepce vzdělávání pracujících tříd oproštěné od buržoazního rámce
- odlišení a popsání politické společnosti (policie, armáda, legální systém), která dominuje přímo a pod nátlakem od občanské společnosti (rodina, širší vzdělávání, odbory), kteréžto struktury vznikají skrze ideologii a prostředky souhlasu
- „absolutní historicismus“
- kritika ekonomického determinismu
- kritika filozofického materialismu

### Hegemonie
Koncepce hegemonie byla používána marxisty jako byl Lenin k vyjádření politického vedení dělnické třídy v demokratické revoluci. U Gramsciho ale byla prohloubena v kritickou analýzu toho, proč ortodoxními marxisty tolik předvídaná nevyhnutelnost socialistické revoluce se do počátku 20. stol. neuskutečnila. Kapitalismus je podle Gramsciho zakořeněn hlouběji, než se doposud připouštělo, když udržuje kontrolu nad společností nejen skrze násilí, politickým a hospodářským nátlakem, ale hlavně ideologicky skrze kulturní hegemonii, kdy se hodnoty buržoazie stávají „společnými hodnotami“ všech. A tak vytváření politiky souhlasu, kdy pracující třída spojuje své dobro s dobrem třídy buržoazie pomáhá udržovat status quo a odvracet vzpoury. Pracující potřebují podle Gramsciho vytvořit svou vlastní kulturu, která překoná představu, že buržoazní hodnoty jsou „přirozenými“ nebo „normálními“ hodnotami společnosti. Oproti Leninovi, který viděl v kultuře jen doplňkový segment politického zájmu, pro Gramsciho představovala kulturní hegemonie první věc, které mělo být dosaženo na cestě získávání politické moci. V jeho pohledu, každá třída, která si přeje dominovat v moderních podmínkách se musí oprostit od úzkých ekonomicko-společenských zájmů a vynaložit úsilí k intelektuálnímu a morálnímu vedení, přičemž by byla schopna vytvářet kompromisy s různorodými silami. Gramsci si pro takovéto spojení různých sociálních sil vypůjčil termín od Georgese Sorela, když jej nazýval „historický blok“. Ten by měl vytvořit základnu souhlasu k sociálnímu řádu, v němž by se dále reprodukovala hegemonie dominantní třídy skrze spojení institucí, sociálních vazeb a idejí.
Dominantní hodnoty západní buržoazní kultury byly podle Gramsciho úzce spjaty s křesťanstvím a proto mnoho jeho polemických prací ohledně kulturní hegemonie je zaměřeno proti církevním normám a hodnotám. Byl zaujat mocí, kterou má římský katolicismus nad lidskou myslí a kterou využívá v udržování společenských nerovností. Gramsci věřil, že marxistická kritika náboženství, která v sobě spojuje intelektuální kritiku s renesančním humanismem a reformací, je pro masy přitažlivá. Avšak marxismus má podle něj naději v nahrazení náboženství pouze tehdy, pokud uzná potřebu lidské spirituality a ukáže, že jde o výraz vlastní lidské zkušenosti.

### Intelektuálové a vzdělání
Gramsci se výrazně zaměřil na úlohu inteligence ve společnosti. Považoval všechny lidské bytosti za potenciální intelektuály, když všichni máme schopnost jimi být, ne však všichni disponujeme sociální roli intelektuálů. Tvrdil, že moderní intelektuál nemůže být pouze řečníkem, ale též tím, kdo pomáhá organizovat společnost a ideovou hegemonii prostřednictvím vzdělání a skrze média. Mimoto Gramsci rozlišoval mezi „tradiční“ inteligencí, která sama sebe vidí (chybně) jako třídu stranou společnosti a těmi myslícími, které každá třída „organicky“ produkuje ze svého středu. Tito „organičtí“ intelektuálové nepopisují sociální život v souladu s vědeckými pravidly, ale raději vyjadřují jazykem kultury pocity a zkušenosti, které masy samy nemohou vyjádřit. Potřeba vytvořit kulturu dělnické třídy vedla u Gramsciho k požadavku takového druhu vzdělávání, které může rozvinout pracující inteligenci, aniž by ta pouze schematicky neinterpretovala marxistickou ideologii, ale raději sama navázala a rozvíjela kritiku statusu quo vycházející z intelektuálních aktivit mas. Jeho představa vzdělávacího systému se v tomto směru shoduje s tradicí kritické pedagogiky a lidového vzdělávání, tak jak byla později zpracována a praktikována u Paula Freireho v Brazílii či skrze Frantze Fanona. Pro mnohé propagátory lidového sekundárního vzdělávání se stal Gramsci důležitým hlasem.

### Stát a občanská společnost
Gramsciho teorie hegemonie je svázaná s jeho koncepcí kapitalistického státu, který je založen na násilí a souhlasu. Místo úzkého vidění státu jen skrze jeho vládu, Gramsci stát rozděluje na „politickou společnost“, což je svět politických institucí a zákonné ústavní kontroly a „občanskou společnost“, která je obecně považována za privátní či nestátní a která zahrnuje též ekonomiku. Zatímco „politická společnost“ je podle Gramsciho nástrojem síly, občanská prostředkem souhlasu. Jak Gramsci sám uvádí, toto rozdělení je pouze orientační, ve skutečnosti se tyto dvě kategorie překrývají.
Gramsci předesílá, že v moderním kapitalismu buržoazie udržuje svou ekonomickou kontrolu tím, že připustí jisté odborové požadavky a nároky masových politických stran, ba co víc, sama se stává aktérem „pasivní revoluce“ skrze niž pašuje své bezprostřední ekonomické zájmy a modernizuje formy své hegemonie. Gramsci mínil, že důsledkem toho jsou hnutí jako reformismus či fašismus, stejně jako „racionální vedení“ nebo metoda pásové výroby zavedená Frederickem Taylorem a hlavně Henrym Fordem.
Inspirován Machiavellim, Gramsci tvrdí, že revoluční strana jako „moderní princ“ je sílou, která umožní pracující třídě rozvinout schopnosti jejich „organických“ intelektuálů a alternativní hegemonii uvnitř občanské společnosti. Spletitá povaha moderní občanské společnosti vede Gramsciho k závěru, že jedinou taktikou schopnou podlomit buržoazní hegemonii a vést k socialismu je „boj o pozice“ (analogicky k zákopové válce) kterážto povede k „válce hnutí“ (nebo frontálnímu útoku). Gramsciho příkladem „války hnutí“ je dobytí Zimního paláce během bolševické revoluce.
Přes svá tvrzení, že politická a občanská společnost se vzájemně překrývají, Gramsci odmítl stírání jejich hranic, jak to viděl u zbožštěného státu v případě jakobínů nebo fašistů. Věřil, že historická role proletariátu je ve vytvoření „řízené společnosti“, která povede k odumírání státu a tím k plnému rozvoji samoregulačních schopností občanské společnosti.

### Historicismus
Gramsci, stejně jako raný Marx, byl rozhodným zastáncem historismu. Podle něj veškeré poznání vychází ze vztahu mezi praktickou lidskou činností („praxis“) a „objektivními“ historickými a sociálními procesy, kterými je součástí. Ideje nemohou být pochopeny samy o sobě mimo jejich sociální a historický kontext, odděleně od jejich významu a původu. Koncepce, do kterých skládáme naše vědění o světě nevychází primárně z našeho vztahu k věcem, ale hlavně z našich sociálních vazeb a vazeb mezi uživateli této koncepce. V důsledku toho neexistuje něco jako nezměnitelná „lidská povaha“, ale pouze idea toho, co se historicky stále proměňuje. Navíc, filosofie ani věda nereflektuje realitu nezávisle na člověku, nýbrž nejblíže k pravdě je, když vyjadřuje reálný vývojový trend určité historické skutečnosti.
Pro většinu marxistického myšlení je pravda objektivní a daná nezávisle na tom, kdy a kde je jako pravda uznána. Vědecké poznání (včetně marxismu) se neustále rozšiřuje ve smyslu jeho každodenního se přibližování k pravdě. Naproti tomu Gramsci věřil, že marxismus je „pravdivý“ ve smyslu jeho společenské role. Tím, že vede k formování třídního vědomí proletariátu, vyjadřuje „pravdu“ své doby daleko lépe, než jakékoli jiné teorie. Toto „antivědecké“ a antipositivistické stanovisko odkazovalo u Gramsciho k vlivu Benedetta Croce. Avšak je třeba zdůraznit, že Gramsci byl příznivcem „absolutního historicismu“, který se rozešel s hegeliánstvím a odmítl idealistické vlivy Croceho a jeho snahy o zahrnutí metafyziky v historický „osud“. I když Gramsci odmítal tato obvinění, jeho pojetí pravdy bylo kritizováno jako relativistické.

### Kritika „ekonomismu“
Ve své známém článku Revoluce proti Kapitálu, který Gramsci vydal ještě před svým uvězněním, tvrdí, že bolševická revoluce v Rusku otřásla dosavadním přesvědčením, podle kterého socialistická revoluce měla přijít až po plném rozvinutí kapitalistických sil produkce. To odráží jeho pohled na marxismus, který podle Gramsciho není deterministickou filozofií. Princip příčinného „prvenství“ sil produkce bylo nepochopením marxismu. Stejně jako ekonomické změny, jsou i změny kulturní projevem „základního historického procesu“ a je těžké říci, která z nich předchází kterou. Fatalistická víra, všeobecně rozšířená v dělnickém hnutí v jeho raných dobách, která odvozovala vítězství z nevyhnutelných „dějinných zákonů“, byla produktem historických souvislostí utlačované třídy omezené na obranné akce a byla by opuštěna jako překážka, kdyby pracující převzali společenskou iniciativu. Protože je marxismus „filozofie praxe“, nemůže se spoléhat na neviditelné „historické zákony“ jako hybatele sociálních změn. Historie je formována lidskou praxí a jeho konáním. Nicméně dialekticky, žádná síla vůle nedosáhne ničeho bez vhodné situace. Ta je v tomto případě dána skutečností, kdy dělnická třídy dosáhne takového stupně uvědomění, které jí dovoluje jednat a potká se zároveň se zralými historickými okolnostmi bez alternativ. Není to dáno historickou nevyhnutelností, ale v důsledku jde o projev několika zmnožených událostí.
Gramsciho kritika ekonomismu zahrnovala též praxi syndikalistů v italských odborech. Věřil, že mnoho odborářských představitelů je ukotveno v reformismu a že se pro ekonomické ústupky ze strany kapitálu odmítají angažovat v politickém boji. Zatímco jejich předáci viděli v reformních odborech prostředek k prosazování dělnických požadavků, Gramsci je považoval za součást hegemonické moci kapitalismu a jejich „vulgárně ekonomickou“ pozici přirovnával k liberalismu.

### Kritika materialismu
Na základě svého přesvědčení, že lidská historie a kolektivní zkušenost determinuje jakoukoli smysluplnost filozofického myšlení, Gramsci odmítal metafyzický materialismus a navazoval, i když velmi rezervovaně, na teorii poznání, jak ji rozvíjel Engels a později Lenin. Gramsciho marxismus nepojednává o realitě, která existuje sama o sobě, nezávisle na lidech. Koncepce objektivního universa mimo lidskou historii a praxi byl v jeho pohledu podobný víře v Boha, v budoucí komunistické společnosti nejde o abstraktní objektivitu, ale o univerzální prostor interakce mezi subjekty. Výklad vnější fyzické přírody je tak pro člověka smysluplný pouze ve vztahu k němu. Z tohoto pohledu vychází u Gramsciho filozofický materialismus v základě ze samotné potřeby kritického myšlení a ne jen, jako u Lenina, z pouhé opozice k náboženským předsudkům. Přestože Gramsci chápal nutnost jistého zjednodušení marxismu pro jeho běžné použití, k tomu aby byl schopen čelit ideologii vzdělané hegemonní třídy požadoval jeho neustálé rozvíjení a kultivaci.

## Vliv
Ačkoli Gramsciho myšlení vycházelo z organizované levice, stal se rovněž důležitou postavou akademické diskuse v oblasti kulturních studií a kritické teorie. Inspiraci u něj nacházejí i političtí teoretikové centrismu a pravice, například jeho teorie hegemonie se stala široce citovanou. Jako neogramscismus je jeho vliv patrný též v současném politickém diskurzu, a to i u elit neoliberalismu. Jeho práce rovněž silně ovlivnily intelektuální diskuse o masové kultuře a o možnostech obrany proti dominují politické a ekonomické moci.
Kritici Gramsciho obviňovali, že skrze teoretické bádání pouze rozvíjí své představy o mocenském boji. Shledali jeho přístup k filozofické analýze v rozporu s otevřenou liberální tradicí západní kultury, založené na apolitickém kritickém přístupu. Je však třeba zdůraznit, že se Gramsci nepovažoval za pozitivistického akademického badatele a v tom smyslu se nechal hluboce ovlivnit italskou kulturou, její historií a soudobým liberálním myšlením.
Gramsciho odkaz jakožto socialisty je doposud předmětem sporu. Palmiro Togliatti, který vedl PCI po druhé světové válce a jehož přístup umožnil pozdější příklon strany k eurokomunismu, se ke Gramscimu odvolával a viděl politiku PCI ve shodě s jeho myšlením. Jiní naopak považovali Gramsciho za levého komunistu, který by byl pravděpodobně vyloučen ze strany, pokud by jej vězení neizolovalo od nastupujícího stalinismu.

## Citáty
| „                  | Pravda je revoluční | “ |
| — Antonio Gramsci. |                     |   |